# A Celebration Tour
 (novembre 2015).
Tournées par Prince
Hit 'N' Run Tour
(2000-2001) One Nite Alone...Tour
(2002)
A Celebration Tour est une courte Tournée de Prince, que l'on peut associer à la précédente, car les titres interprétés et l'ambiance sont les mêmes. De plus ces deux tournées n'ont qu'un mois de décalage.

## Historique
A Celebration Tour est, en fait, une sorte de filiale du Hit 'N' Run Tour. C'est pourquoi les chansons sont les mêmes, ainsi que les albums en promotions. Pendant la Tournée un autre album important devait être sortie, mais le projet fut abandonné. La Tournée s'achève au bout de seulement un mois et demi en raison du décès du père de Prince John L. Nelson. Cette tournée est la dernière pour certains membres de la New Power Generation Geneva, Mr. Hayes, et Kip Blackshire. 

## Groupe
- Prince: Chant, Guitare et Piano
- Rhonda Smith: Chant et Basse
- Mr. Hayes: Clavier
- Kip Blackshire: Chant et Clavier
- John Blackwell: Batterie
- Najee: Saxophone et flûte
- Geneva: Chant et danse

## Liste des Chansons
- Intro
- Uptown
- Controversy
- Mutiny
- The Work Pt 1.
- Cream
- Little Red Corvette
- I Wanna Be Your Lover
- Sexy Dancer
- Housequake
- The Ballad of Dorothy Parker
- Four
- Someday We'll All Be Free (Donny Hathaway)
- U Make My Sun Shine
- I Could Never Take the Place of Your Man
- Summertime
- Do Me, Baby
- Scandalous
- Diamonds and Pearls
- The Beautiful Ones
- Nothing Compares 2 U

Entracte
- Let's Go Crazy
- Take Me With U
- Raspberry Beret
- Darling Nikki
- When Doves Cry
- Fathers Song
- Computer Blue (Instrumental)
- The One/I Would Die 4 U
- Baby I'm A Starr
- God (Instrumental)
- Purple Rain

## Dates des Concerts
| #              | Date             | Ville        | Pays       | Salle                           | Audience |
| -------------- | ---------------- | ------------ | ---------- | ------------------------------- | -------- |
| 1              | 15 juin 2001     | St. Paul     | États-Unis | Xcel Energy Center              | 18 000   |
| 2              | 16 juin 2001     | St. Paul     | États-Unis | Xcel Energy Center              | 12 000   |
| 3              | 21 juin 2001     | Columbus     | États-Unis | Nationwide Arena                | 9 000    |
| 4              | 23 juin 2001     | Detroit      | États-Unis | Joe Louis Arena                 | 12 000   |
| 5              | 27 juin 2001     | Omaha        | États-Unis | Civic Auditorium                | 6 080    |
| 6              | 28 juin 2001     | Milwaukee    | États-Unis | Marcus Amphitheater             | 22 000   |
| Partie Annulée |                  |              |            |                                 |          |
| 7              | 30 juin 2001     | Dayton       | États-Unis | Nutter Center                   | 10 400   |
| 8              | 1er juillet 2001 | Rochester    | États-Unis | Rochester Arena                 | 11 000   |
| 9              | 3 juillet 2001   | Saskatoon    | Canada     | Saskatoon Place                 | 15 000   |
| 10             | 4 juillet 2001   | Winnipeg     | Canada     | Winnipeg Arena                  | 15 000   |
| 11             | 6 juillet 2001   | Montréal     | Canada     | Salle Wilfrid-Pelletier         | 2 952    |
| 12             | 7 juillet 2001   | Toronto      | Canada     | Air Canada Center               | 20 000   |
| 13             | 10 juillet 2001  | Portland     | États-Unis | Portland Civic Center           | 7 000    |
| 14             | 11 juillet 2001  | New Haven    | États-Unis | New Haven Coliseum              | 11 000   |
| 15             | 13 juillet 2001  | Chicago      | États-Unis | United Center                   | 22 000   |
| 16             | 14 juillet 2001  | Indianapolis | États-Unis | Conseco Field House             | 18 000   |
| 17             | 15 juillet 2001  | Pittsburgh   | États-Unis | Mellon Arena                    | 12 000   |
| 18             | 17 juillet 2001  | Savannah     | États-Unis | Savannah Civic Center           | 9 600    |
| 19             | 18 juillet 2001  | Greeneville  | États-Unis | Greenville Civic Center         | 10 000   |
| 20             | 20 juillet 2001  | Tampa        | États-Unis | Ice Palace Arena                | 21 600   |
| 21             | 21 juillet 2001  | Columbus     | États-Unis | DTE Amphitheater                | 15 000   |
| 22             | 22 juillet 2001  | Greensboro   | États-Unis | Greensboro Coliseum             | 7 100    |
| 23             | 26 juillet 2001  | Edmonton     | Canada     | Skyreach Center                 | 16 000   |
| 24             | 28 juillet 2001  | Vancouver    | Canada     | GM Place                        | 21 000   |
| 25             | 29 juillet 2001  | Seattle      | États-Unis | Key Arena                       | 17 000   |
| 26             | 30 juillet 2001  | Spokane      | États-Unis | Spokane Veterans Memorial Arena | 12 000   |
| 27             | 4 août 2001      | Fairbanks    | États-Unis | Carlson Center                  | 7 000    |
| 28             | 5 août 2001      | Anchorage    | États-Unis | Sullivan Arena                  | 7 000    |